# Société A. Marguerite
Die Société A. Marguerite war ein französischer Automobilhersteller.

## Unternehmensgeschichte
Das Unternehmen Société A. Marguerite aus Courbevoie begann etwa 1922 unter Leitung der Brüder Alexandre und Fernand Marguerite mit der Produktion von Automobilen. Neben der Fertigung eigener Automobile, die als Marguerite vermarktet wurden, entstanden auch Fahrgestelle für andere Unternehmen, die daraus fertige Fahrzeuge herstellten. Außerdem wurden komplette Fahrzeuge ohne Markenzeichen an andere Unternehmen verkauft, die diese mit ihrem eigenen Markenzeichen versahen und verkauften. 1928 übernahm Zamorano de Biedema das Unternehmen und änderte den Markennamen auf Morano-Marguerite. Im gleichen Jahr endete die Produktion, nachdem Zamorano de Biedema sein Vermögen im Casino von Deauville verloren hatte. Das Unternehmen stellte insgesamt rund 450 Fahrzeuge und Fahrgestelle her.

## Fahrzeuge
Bei den Modellen handelte es sich um kleine, sportliche Fahrzeuge. Die Fahrzeuge hatten ein konventionelles Fahrgestell mit Frontmotor und Hinterradantrieb. In allen Fällen kamen Einbaumotoren anderer Hersteller zum Einsatz. Zur Wahl standen sowohl offene als auch geschlossene Karosserien.

## Modellübersicht
| Marke und Modell           | Bauzeitraum        | Kurzbeschreibung | Exemplare | Quellen           |
| -------------------------- | ------------------ | --- | --------- | ----------------- |
| Marguerite Typ A           | etwa 1922 bis 1923 | Cyclecar mit Zweizylindermotor von Train mit 995 cm³ Hubraum | 12        | [ 4 ] [ 5 ] [ 6 ] |
| Marguerite Typ B           | etwa 1923 bis 1926 | Vierzylindermotor von Chapuis-Dornier mit 900 cm³ oder 961 cm³ Hubraum und SV-Ventilsteuerung                                                                         |           | [ 5 ] [ 6 ] [ 8 ] |
| Marguerite Typ BO          | etwa 1923 bis 1926 | Vierzylindermotor von Chapuis-Dornier mit 1095 cm³ Hubraum, SV-Ventilsteuerung, offener Zweisitzer                                                                    |           | [ 6 ]             |
| Marguerite Typ BO 2        | 1927 bis 1928      | Vierzylindermotor von Chapuis-Dornier mit 1095 cm³ Hubraum und OHV-Ventilsteuerung, Dreiventiltechnik, Doppelvergaser, Sportwagen mit besonders niedrigem Fahrgestell | 23        | [ 5 ] [ 6 ]       |
| Marguerite Typ BO 2        | 1927 bis 1928      | Vierzylindermotor von S.C.A.P. mit 1100 cm³ Hubraum | 2         | [ 5 ] [ 6 ]       |
| Marguerite Typ BO 5        | etwa 1923 bis 1926 | Vierzylindermotor von Chapuis-Dornier mit 1095 cm³ Hubraum und OHV-Ventilsteuerung, Tourenwagen                                                                       |           | [ 5 ] [ 6 ]       |
| Marguerite Typ BO 7        | etwa 1923 bis 1926 | Vierzylindermotor von Chapuis-Dornier mit anfangs 1494 cm³ Hubraum und OHV-Ventilsteuerung, später 1095 cm³ Hubraum, längerer Radstand, Tourenwagen und Limousine     |           | [ 5 ] [ 6 ] [ 8 ] |
| Marguerite Typ ?           |                    | Vierzylindermotor von Ruby mit 1093 cm³ Hubraum |           | [ 3 ] [ 4 ]       |
| Morano-Marguerite Typ BO 2 | 1928               | Vierzylindermotor von Chapuis-Dornier mit 1095 cm³ Hubraum und OHV-Ventilsteuerung, Dreiventiltechnik, Doppelvergaser, Sportwagen mit besonders niedrigem Fahrgestell | 5         | [ 5 ] [ 6 ]       |

## Renneinsätze
Der Fahrer Morris nahm am 9. September 1928 mit einem Typ BO 2 am VIII. Grand Prix von Boulogne teil, erreichte allerdings das Ziel nicht.

## Lieferungen  von Fahrgestellen an andere Unternehmen
Automobiles Induco bezog Fahrgestelle der Modelle Typ BO 5 und Typ BO 7. Automobiles M.S. verwendete Fahrgestelle der Modelle Typ A, Typ B und Typ BO 5. Auch die Fahrzeuge der spanischen Automarke Hisparco basierten auf Fahrgestellen von Marguerite.

## Lieferung von kompletten Fahrzeugen an andere Unternehmen
Automobiles Madou übernahm fünf Exemplare des Modell Typ BO. Automobiles Induco hat möglicherweise das Modell Typ B übernommen.